# Chalcidoseps thwaitesi
Chalcidoseps thwaitesi is een hagedis uit de familie skinken (Scincidae).

## Naam en indeling
De soort werd voor het eerst wetenschappelijk beschreven door Albert Günther in 1872. Oorspronkelijk werd de naam Nessia thwaitesi gebruikt. Het is de enige soort uit het monotypische geslacht Chalcidoseps.
Het geslacht Chalcidoseps werd voor het eerst wetenschappelijk beschreven door George Albert Boulenger in 1887. De soortaanduiding thwaitesi is een eerbetoon aan de Britse botanicus George Henry Kendrick Thwaites (1812 - 1882).

## Verspreiding en habitat
De soort komt endemisch voor op Sri Lanka. De vrouwtjes zetten eieren af op de bodem.